# Amidizam
Amidizam ili Budizam Čiste zemlje (kineski 淨土宗 净土宗, Jìngtǔzōng; japanski 浄土仏教, Jōdo bukkyō; korejski: 정토종, jeongtojong; vijetnamski: 浄土宗, Tịnh Độ Tông), ponekad spominjan i pod nazivom amidizam je ogranak Mahāyāna budizama koji se trenutačno smatra jednom od najpopularnijih budističkih tradicija Istočne Azije. Temelji se na konceptu Čiste zemlje i nadovezuje na Amitābha Buddhu. Pod tim izrazom podrazumijeva se i soteriologija Čiste zemlje unutar Mahāyāna budizma, kao i posebne sekte Čiste zemlje koje su se razvile u Japanu.
Obredi i koncepti Čiste zemlje se mogu pronaći u osnovama kozmologije Mahāyāna budizma te čine važan dio Mahāyāna budističkih tradicija u Kini, Japanu, Koreji, Tajvanu, Vijetnamu i Tibetu. Kineske Chán i Tiantai škole, kao i japanske Shingon i Tendai sekte, sadržavaju snažne komponente Čiste zemlje vezane u svojim obredima i vjerovanjima. Čista zemlja je, međutim postala nezavisna škola, što se najbolje može vidjeti kod japanskih škola Jōdo Shū i Jōdo Shinshū. U Japanu postoji nekoliko nezavisnih škola Čiste zemlje, ali su one ograničene isključivo na tu zemlju.

## Vanjske poveznice
- Mahayana Buddhism Forum
- International Association of Shin Buddhist Studies website
- Jōdo Shū Buddhism official website